# Ali Al-Bulaihi
Ali Hadi Al-Bulaihi (en árabe: علي هادي البليهي; Diriyah, Arabia Saudita, 21 de noviembre de 1989) es un futbolista saudí. Juega como defensa en el Al-Hilal de la Liga Profesional Saudí.

## Selección nacional
Ha sido internacional con la selección de Arabia Saudita en 57 ocasiones. Hizo su debut el 15 de mayo de 2018 en un amistoso contra Grecia que terminó en victoria saudí por 2-0.
El 4 de junio de 2018, el entrenador Juan Antonio Pizzi lo incluyó en la lista de veintitrés jugadores que disputarían la Copa del Mundo de 2018 en Rusia.

### Participaciones en Copas del Mundo
| Mundial                        | Sede  | Resultado      | Partidos | Goles |
| ------------------------------ | ----- | -------------- | -------- | ----- |
| Copa Mundial de Fútbol de 2018 | Rusia | Fase de grupos | 1        | 0     |
| Copa Mundial de Fútbol de 2022 | Catar | Fase de grupos | 3        | 0     |

### Participaciones en Copas Asiáticas
| Copa               | Sede                   | Resultado        | Partidos | Goles |
| ------------------ | ---------------------- | ---------------- | -------- | ----- |
| Copa Asiática 2019 | Emiratos Árabes Unidos | Octavos de final | 4        | 0     |
| Copa Asiática 2023 | Catar                  | Octavos de final | 4        | 1     |

## Clubes
| Club     | País           | Año       |
| -------- | -------------- | --------- |
| Al-Amal  | Arabia Saudita | 2010-2014 |
| Al-Nahda | Arabia Saudita | 2014-2015 |
| Al-Fateh | Arabia Saudita | 2015-2017 |
| Al-Hilal | Arabia Saudita | 2017-     |

## Palmarés

### Campeonatos nacionales
| Título                      | Club     | País           | Año  |
| --------------------------- | -------- | -------------- | ---- |
| Liga Profesional Saudí      | Al-Hilal | Arabia Saudita | 2018 |
| Supercopa de Arabia Saudita | Al-Hilal | Arabia Saudita | 2018 |
| Liga Profesional Saudí      | Al-Hilal | Arabia Saudita | 2020 |
| Copa del Rey de Campeones   | Al-Hilal | Arabia Saudita | 2020 |

### Copas internacionales
| Título                      | Club     | Sede            | Año  |
| --------------------------- | -------- | --------------- | ---- |
| Liga de Campeones de la AFC | Al-Hilal | Saitama (Japón) | 2019 |